# Collegio elettorale di Perosa
Il collegio elettorale di Perosa è stato un collegio elettorale uninominale del Regno di Sardegna.
Fu istituito con il Regio editto del 17 marzo 1848 e comprendeva i territori di Perosa, Fenestrelle, Perrero e di San Secondo.
Nel 1859, in applicazione della cosiddetta Legge Rattazzi, fu emanata la legge 3778, del 20 novembre, che regolava i collegi elettorali del Regno. Il collegio di Perosa, a differenza di altri, mantenne sostanzialmente la stessa struttura. Anche il numero degli elettori non subì variazioni rilevanti.

## Dati elettorali
Nel collegio si svolsero votazioni per sette legislature e fu poi unito al collegio elettorale di Bricherasio del Regno d'Italia.

### I legislatura
Le votazioni si svolsero in 222 collegi uninominali a doppio turno. Come previsto dal decreto n. 680 del 17 marzo 1848, era eletto al primo turno il candidato che «riunisce in suo favore più del terzo dei voti del total numero dei membri componenti il collegio e più della metà dei suffragi dati dai votanti presenti all'adunanza» (art. 92). Se nessun candidato era eletto, al ballottaggio tra i due candidati con più voti era eletto chi otteneva il maggior numero di voti (art. 93) o, in caso di ugual numero di voti, il maggiore d'età (art. 94).
| Partito                            | Partito                            | Candidato                          | Primo turno 27 aprile 1848 | Primo turno 27 aprile 1848 | Ballottaggio 28 aprile 1848 | Ballottaggio 28 aprile 1848 |
| Partito                            | Partito                            | Candidato                          | Voti                       | %                          | Voti                        | %                           |
| ---------------------------------- | ---------------------------------- | ---------------------------------- | -------------------------- | -------------------------- | --------------------------- | --------------------------- |
|                                    | —                                  | Enrico Polliotti                   | 128                        | 48,12                      | 191                         | 67,02                       |
|                                    | —                                  | Michelangelo Tonello               | 138                        | 51,88                      | 94                          | 32,98                       |
|                                    |                                    |                                    |                            |                            |                             |                             |
| Iscritti                           | Iscritti                           | Iscritti                           | 366                        | 100,00                     | 366                         | 100,00                      |
| ↳ Votanti (% su iscritti)          | ↳ Votanti (% su iscritti)          | ↳ Votanti (% su iscritti)          | 322                        | 87,98                      | 285                         | 77,87                       |
| ↳ Voti validi (% su votanti)       | ↳ Voti validi (% su votanti)       | ↳ Voti validi (% su votanti)       | 266                        | 82,61                      | 285                         | 100,00                      |
| ↳ Schede non valide (% su votanti) | ↳ Schede non valide (% su votanti) | ↳ Schede non valide (% su votanti) | 56                         | 17,39                      | 0                           | 0,00                        |
| ↳ Astenuti (% su iscritti)         | ↳ Astenuti (% su iscritti)         | ↳ Astenuti (% su iscritti)         | 44                         | 12,02                      | 81                          | 22,13                       |

### II legislatura
Le votazioni si svolsero in 222 collegi uninominali a doppio turno con la stessa normativa precedente (al primo turno un numero di voti maggiore di un terzo degli iscritti).
| Partito                            | Partito                            | Candidato                          | Primo turno 22 gennaio 1849 | Primo turno 22 gennaio 1849 | Ballottaggio 23 gennaio 1849 | Ballottaggio 23 gennaio 1849 |
| Partito                            | Partito                            | Candidato                          | Voti                        | %                           | Voti                         | %                            |
| ---------------------------------- | ---------------------------------- | ---------------------------------- | --------------------------- | --------------------------- | ---------------------------- | ---------------------------- |
|                                    | —                                  | Giovanni Battista Bertrand         | 83                          | 37,90                       | 98                           | 51,31                        |
|                                    | —                                  | Aurelio Bianchi-Giovini            | 68                          | 31,05                       | 93                           | 48,69                        |
|                                    | —                                  | Enrico Polliotti                   | 68                          | 31,05                       |                              |                              |
|                                    |                                    |                                    |                             |                             |                              |                              |
| Iscritti                           | Iscritti                           | Iscritti                           | 366                         | 100,00                      | 366                          | 100,00                       |
| ↳ Votanti (% su iscritti)          | ↳ Votanti (% su iscritti)          | ↳ Votanti (% su iscritti)          | 234                         | 63,93                       | 192                          | 52,46                        |
| ↳ Voti validi (% su votanti)       | ↳ Voti validi (% su votanti)       | ↳ Voti validi (% su votanti)       | 219                         | 93,59                       | 191                          | 99,48                        |
| ↳ Schede non valide (% su votanti) | ↳ Schede non valide (% su votanti) | ↳ Schede non valide (% su votanti) | 15                          | 6,41                        | 1                            | 0,52                         |
| ↳ Astenuti (% su iscritti)         | ↳ Astenuti (% su iscritti)         | ↳ Astenuti (% su iscritti)         | 132                         | 36,07                       | 174                          | 47,54                        |

Al ballottaggio fu ammesso Bianchi-Giovini, nonostante avesse ricevuto lo stesso numero di voti di Polliotti, perché maggiore di età, come previsto dall'articolo 94 del decreto elettorale.

### III legislatura
Le votazioni si svolsero in 204 collegi uninominali a doppio turno con la normativa del 1848 (al primo turno un numero di voti maggiore di un terzo degli iscritti).
| Partito                            | Partito                            | Candidato                          | Risultati 15 luglio 1849 | Risultati 15 luglio 1849 |
| Partito                            | Partito                            | Candidato                          | Voti                     | %                        |
| ---------------------------------- | ---------------------------------- | ---------------------------------- | ------------------------ | ------------------------ |
|                                    | —                                  | Ignazio Trombotto                  | 152                      | 57,14                    |
|                                    | —                                  | Michelangelo Tonello               | 114                      | 42,86                    |
|                                    |                                    |                                    |                          |                          |
| Iscritti                           | Iscritti                           | Iscritti                           | 448                      | 100,00                   |
| ↳ Votanti (% su iscritti)          | ↳ Votanti (% su iscritti)          | ↳ Votanti (% su iscritti)          | 277                      | 61,83                    |
| ↳ Voti validi (% su votanti)       | ↳ Voti validi (% su votanti)       | ↳ Voti validi (% su votanti)       | 266                      | 96,03                    |
| ↳ Schede non valide (% su votanti) | ↳ Schede non valide (% su votanti) | ↳ Schede non valide (% su votanti) | 11                       | 3,97                     |
| ↳ Astenuti (% su iscritti)         | ↳ Astenuti (% su iscritti)         | ↳ Astenuti (% su iscritti)         | 171                      | 38,17                    |

### IV legislatura
Le votazioni si svolsero in 204 collegi uninominali a doppio turno con la normativa del 1848 (al primo turno un numero di voti maggiore di un terzo degli iscritti).
| Partito                            | Partito                            | Candidato                          | Primo turno 9 dicembre 1849 | Primo turno 9 dicembre 1849 | Ballottaggio 10 dicembre 1849 | Ballottaggio 10 dicembre 1849 |
| Partito                            | Partito                            | Candidato                          | Voti                        | %                           | Voti                          | %                             |
| ---------------------------------- | ---------------------------------- | ---------------------------------- | --------------------------- | --------------------------- | ----------------------------- | ----------------------------- |
|                                    | —                                  | Enrico Polliotti                   | 125                         | 54,35                       | 164                           | 55,03                         |
|                                    | —                                  | Michelangelo Tonello               | 105                         | 45,65                       | 134                           | 44,97                         |
|                                    |                                    |                                    |                             |                             |                               |                               |
| Iscritti                           | Iscritti                           | Iscritti                           | 448                         | 100,00                      | 448                           | 100,00                        |
| ↳ Votanti (% su iscritti)          | ↳ Votanti (% su iscritti)          | ↳ Votanti (% su iscritti)          | 345                         | 77,01                       | 300                           | 66,96                         |
| ↳ Voti validi (% su votanti)       | ↳ Voti validi (% su votanti)       | ↳ Voti validi (% su votanti)       | 230                         | 66,67                       | 298                           | 99,33                         |
| ↳ Schede non valide (% su votanti) | ↳ Schede non valide (% su votanti) | ↳ Schede non valide (% su votanti) | 115                         | 33,33                       | 2                             | 0,67                          |
| ↳ Astenuti (% su iscritti)         | ↳ Astenuti (% su iscritti)         | ↳ Astenuti (% su iscritti)         | 103                         | 22,99                       | 148                           | 33,04                         |

### V legislatura
Le votazioni si svolsero in 204 collegi uninominali a doppio turno con la normativa del 1848 (al primo turno un numero di voti maggiore di un terzo degli iscritti).
| Partito                            | Partito                            | Candidato                          | Primo turno 8 dicembre 1853 | Primo turno 8 dicembre 1853 | Ballottaggio 11 dicembre 1853 | Ballottaggio 11 dicembre 1853 |
| Partito                            | Partito                            | Candidato                          | Voti                        | %                           | Voti                          | %                             |
| ---------------------------------- | ---------------------------------- | ---------------------------------- | --------------------------- | --------------------------- | ----------------------------- | ----------------------------- |
|                                    | —                                  | Luigi Tegas                        | 178                         | 64,49                       | 208                           | 57,62                         |
|                                    | —                                  | Michelangelo Tonello               | 98                          | 35,51                       | 153                           | 42,38                         |
|                                    |                                    |                                    |                             |                             |                               |                               |
| Iscritti                           | Iscritti                           | Iscritti                           | 442                         | 100,00                      | 442                           | 100,00                        |
| ↳ Votanti (% su iscritti)          | ↳ Votanti (% su iscritti)          | ↳ Votanti (% su iscritti)          | 363                         | 82,13                       | 365                           | 82,58                         |
| ↳ Voti validi (% su votanti)       | ↳ Voti validi (% su votanti)       | ↳ Voti validi (% su votanti)       | 276                         | 76,03                       | 361                           | 98,90                         |
| ↳ Schede non valide (% su votanti) | ↳ Schede non valide (% su votanti) | ↳ Schede non valide (% su votanti) | 87                          | 23,97                       | 4                             | 1,10                          |
| ↳ Astenuti (% su iscritti)         | ↳ Astenuti (% su iscritti)         | ↳ Astenuti (% su iscritti)         | 79                          | 17,87                       | 77                            | 17,42                         |

### VI legislatura
Le votazioni si svolsero in 204 collegi uninominali a doppio turno dopo la modifica dei collegi della Sardegna nel 1856; venne applicata la normativa del 1848 (al primo turno un numero di voti maggiore di un terzo degli iscritti).
| Partito                            | Partito                            | Candidato                          | Risultati 15 novembre 1857 | Risultati 15 novembre 1857 |
| Partito                            | Partito                            | Candidato                          | Voti                       | %                          |
| ---------------------------------- | ---------------------------------- | ---------------------------------- | -------------------------- | -------------------------- |
|                                    | —                                  | Luigi Tegas                        | 232                        | 57,71                      |
|                                    | —                                  | Michelangelo Tonello               | 170                        | 42,29                      |
|                                    |                                    |                                    |                            |                            |
| Iscritti                           | Iscritti                           | Iscritti                           | 561                        | 100,00                     |
| ↳ Votanti (% su iscritti)          | ↳ Votanti (% su iscritti)          | ↳ Votanti (% su iscritti)          | 441                        | 78,61                      |
| ↳ Voti validi (% su votanti)       | ↳ Voti validi (% su votanti)       | ↳ Voti validi (% su votanti)       | 402                        | 91,16                      |
| ↳ Schede non valide (% su votanti) | ↳ Schede non valide (% su votanti) | ↳ Schede non valide (% su votanti) | 39                         | 8,84                       |
| ↳ Astenuti (% su iscritti)         | ↳ Astenuti (% su iscritti)         | ↳ Astenuti (% su iscritti)         | 120                        | 21,39                      |

### VII legislatura
Le votazioni si svolsero in 387 collegi uninominali a doppio turno. Come previsto dalla legge elettorale del 20 novembre 1859, era eletto al primo turno il candidato che «riunisce in suo favore più del terzo dei voti del total numero dei membri componenti il collegio e più della metà dei suffragi dati dai votanti presenti all'adunanza» (art. 91). Se nessun candidato era eletto, al ballottaggio tra i due candidati con più voti era eletto chi otteneva il maggior numero di voti (art. 92) o, in caso di ugual numero di voti, il maggiore d'età (art. 93).
| Partito                            | Partito                            | Candidato                          | Risultati 25 marzo 1860 | Risultati 25 marzo 1860 |
| Partito                            | Partito                            | Candidato                          | Voti                    | %                       |
| ---------------------------------- | ---------------------------------- | ---------------------------------- | ----------------------- | ----------------------- |
|                                    | —                                  | Luigi Tegas                        | 338                     | 84,71                   |
|                                    | —                                  | Vincenzo Bolmida                   | 61                      | 15,29                   |
|                                    |                                    |                                    |                         |                         |
| Iscritti                           | Iscritti                           | Iscritti                           | 549                     | 100,00                  |
| ↳ Votanti (% su iscritti)          | ↳ Votanti (% su iscritti)          | ↳ Votanti (% su iscritti)          | 416                     | 75,77                   |
| ↳ Voti validi (% su votanti)       | ↳ Voti validi (% su votanti)       | ↳ Voti validi (% su votanti)       | 399                     | 95,91                   |
| ↳ Schede non valide (% su votanti) | ↳ Schede non valide (% su votanti) | ↳ Schede non valide (% su votanti) | 17                      | 4,09                    |
| ↳ Astenuti (% su iscritti)         | ↳ Astenuti (% su iscritti)         | ↳ Astenuti (% su iscritti)         | 133                     | 24,23                   |